# Isabel Cruz Liljegren
Isabel Cruz Liljegren, född 28 september 1984 i Stockholm, är en svensk dramatiker, regissör och dramaturg.

## Biografi
Cruz Liljegren växte upp på Södermalm i Stockholm i en familj utan något uttalat teaterintresse, men upptäckte böcker och skrivandet genom sina vänner. Samtidigt som hon läste den tvååriga dramatikerlinjen på Nordens Folkhögskola Biskops-Arnö debuterade hon som dramatiker med musikalen Dö Klubbdöden på Dramalabbet i Stockholm. 2019 avlade hon examen vid dramatiker/dramaturglinjen vid Stockholms dramatiska högskola.
Sedan teaterdebuten har hon skrivit bland annat Åååå snälla följ mig <3 <3 <3 för Riksteatern, Girlnet för Sveriges Radio Drama och Bortadröm för Kungliga Operan samt regisserat några av sina egna verk. Cruz Liljegren är även manusförfattare för kortfilmen Guds Tystnad som hade världspremiär 2018 på Göteborg Film Festival under satsningen Bergman Revisited.
Hon tolkade 2016 Pia Sundhages gärning i teaterföreställningen Peptalk för Sverige vid Orionteatern i Stockholm. "Jag har fått priser både till höger och vänster men det här är nog tamejfan det finaste som jag har varit med om", sade Sundhage i ett samtal på scenen efter monologens premiär.
2015 gjorde hon ett uppmärksammat inlägg i debatten om homosexuellas rättigheter då hon friade i Sveriges Radio P1. Cruz Liljegren har även i en debattartikel i Expressen kritiserat trender inom teatersfären med fokus på nyttotänkande och vad hon kallat ett uppfostringsideal, i hennes mening till nackdel för själva scenkonsten.
Girlnet nominerades till Prix Europa 2016 och Åååå snälla följ mig <3 <3 <3 valdes ut en jury till "BIBU 2018", en scenkonstbiennal för barn och unga.
Cruz Liljegren är gift med teaterregissören Helena Sandström Cruz. De samarbetade med uppsättningen Nakna som foster och gudar 2019, samt innan dess med Jeremiah Terminator och Peptalkt för Sverige.

## Produktioner i urval

### Teater
| År   | Roll         | Produktion                    | Regi                  | Scen                               |
| ---- | ------------ | ----------------------------- | --------------------- | ---------------------------------- |
| 2013 | Manus        | Dö klubbdöden                 | Gustav Englund        | Dramalabbet                        |
| 2013 | Manus & regi | Bortadröm                     | Isabel Cruz Liljegren | Kungliga Operan                    |
| 2014 | Manus        | Diagnos: baby                 | Johan Paus            | Göteborgs Dramatiska teater        |
| 2016 | Manus        | Peptalk för Sverige           | Helena Sandström Cruz | Orionteatern                       |
| 2017 | Manus & regi | Åååå snälla följ mig <3 <3 <3 | Isabel Cruz Liljegren | Riksteatern                        |
| 2018 | Manus        | Doll Conspiracy               | Helena Röhr           | Norrbottensteatern                 |
| 2019 | Manus & regi | Ensam galning                 | Isabel Cruz Liljegren | Göteborgs stadsteater              |
| 2019 | Manus        | Eliten - esse, non videri     | Helle Rossing         | Uppsala Stadsteater                |
| 2019 | Manus        | Nakna som foster och gudar    | Helena Sandström Cruz | Folkteatern i Göteborg/Riksteatern |
| 2020 | Manus & regi | Dark minds                    | Isabel Cruz Liljegren | Riksteatern                        |

### Radioteater
| År   | Roll  | Produktion | Regi             | Utgivare             |
| ---- | ----- | ---------- | ---------------- | -------------------- |
| 2013 | Manus | Girlnet    | Helena Sandström | Sveriges Radio Drama |

### Filmmanus
- 2018 - Guds tystnad (tillsammans med Lisa Aschan)